# Maria de Lourdes Guarda
Maria de Lourdes Guarda (Salto, 22 de novembro de 1926 – Salto, 5 de maio de 1996) foi uma ativista brasileira conhecida por defender os direitos de pessoas com deficiência e outras doenças crônicas. Está em processo de beatificação, sendo considerada serva de Deus pela Igreja Católica.

## Biografia
Maria de Lourdes Guarda nasceu no município paulista de Salto, aos 22 de novembro de 1926. Filha de Innocêncio Guarda e Júlia Fromer Guarda, estudou como interna no Colégio do Patrocínio em Itu e lecionou em Salto, aos 18 anos de idade, no colégio Congregação das Filhas de São José do Padre Luis Caburlotto. Sonhava em seguir os passos de sua irmã na vida religiosa, mas, primeiramente, precisava tratar um problema na coluna: uma lesão que lhe causava muitas dores. Foi operada com relativo sucesso em 12 de agosto de 1947; mas, como as dores não passaram, precisou se submeter a uma segunda cirurgia, que a deixou paralisada da cintura para baixo. Pode-se imaginar a reação de uma jovem cheia de vida e de planos para o futuro ao saber-se totalmente imobilizada numa cama, sem ao menos poder se sentar. Assume sua condição de deficiente física e, embora deitada numa forma de gesso, com uma perna amputada e a outra atrofiada, trabalha para pagar sua diária no hospital, fazendo tricô e bordados sob encomenda.
Seu quarto foi um ponto de encontro e de atrações que reúnem não só amigos, mas pessoas que buscam consolo e ajuda para suas carências. Sua paz de espírito e sua alegria de viver, fazendo a vontade de Deus, se irradiava cada mais para além das paredes do quarto do Hospital Matarazzo. Dessa época, seus amigos recordam de seu rosto sadio, corado, seus olhos azuis, brilhantes e de suas palavras: "A vida é boa demais!". Se engaja na Fraternidade Cristã de Deficientes - FCD, um movimento internacional fundado na França que ajudou a difundir no Brasil. o aceitar e assumir sua realidade paraplégica, abre espaço para acolher a graça de Deus, passando a ter a mesma experiência do apóstolo São Paulo: «Basta-te a minha graça, pois é na fraqueza que a força se manifesta todo o seu poder» (Segunda Epístola aos Coríntios 12:9).
Em 1980, foi eleita coordenadora nacional da FCD e, ano seguinte, começa a viajar pelo país, formando grupos de fraternidade em todo território nacional, tudo graças a doações de passagens de uma empresa aérea, que incluíam os acompanhantes, médicos e enfermeira. Em 1992, terminou seu mandato como coordenadora da FCD e suas viagens cessaram, com o movimento já semeado por todo Brasil.
Faleceu em 5 de maio de 1996, sendo inicialmente sepultada no Cemitério da Saudade em Salto. Em 2011, seus restos mortais foram transladados para o altar da Sagrada Família, na Paróquia Nossa Senhora do Monte Serrat. A cerimônia foi conduzida pelo então bispo de Jundiaí, Dom Vicente Costa, e acompanhada pelo postulador de sua causa de beatificação, o Doutor Waldery Hilgeman, além de autoridades, sacerdotes e familiares da saltense.

## Beatificação
Em 29 de setembro de 2007, a Diocese de Jundiaí recebeu o nihil obstat para iniciar o processo de beatificação de Maria de Lourdes. No dia 18 de abril de 2008, teve-se início a causa diocesana do processo, que foi concluído em 8 de julho de 2010. Em março de 2021, a positio sobre a vida da serva de Deus foi concluída e entregue para a avaliação dos membros do Dicastério para as Causas dos Santos.
Sua vida foi transcrita para o livro "Um Quarto com Vista para o Mundo", de autoria de Margarida Oliva e Guilherme Salgado Rocha, divulgado pela Fraternidade Cristã de Pessoas com Deficiência.